# Peter, Paul and Mary
Peter, Paul and Mary (també anomenats PP&M) era un grup musical dels Estats Units d'Amèrica que fou una de les formacions musicals de música folk de més èxit dels anys 60. Els integrants del trio van ser Peter Yarrow, (Noel) Paul Stookey i Mary Travers.
Van tenir molt èxit a principis i mitjans dels anys 60, amb el seu àlbum debut encapçalant les llistes durant setmanes, i van ajudar a popularitzar el revival de la música folk. Després de la mort de Travers el 2009, Yarrow i Stookey van continuar actuant com a duet.
Força temes interpretats pel grup, sovint cançons de protesta, van ser adaptats al català i popularitzats pel Grup de Folk i Falsterbo 3.

## Història

### Primers anys i popularitat (1961-1969)

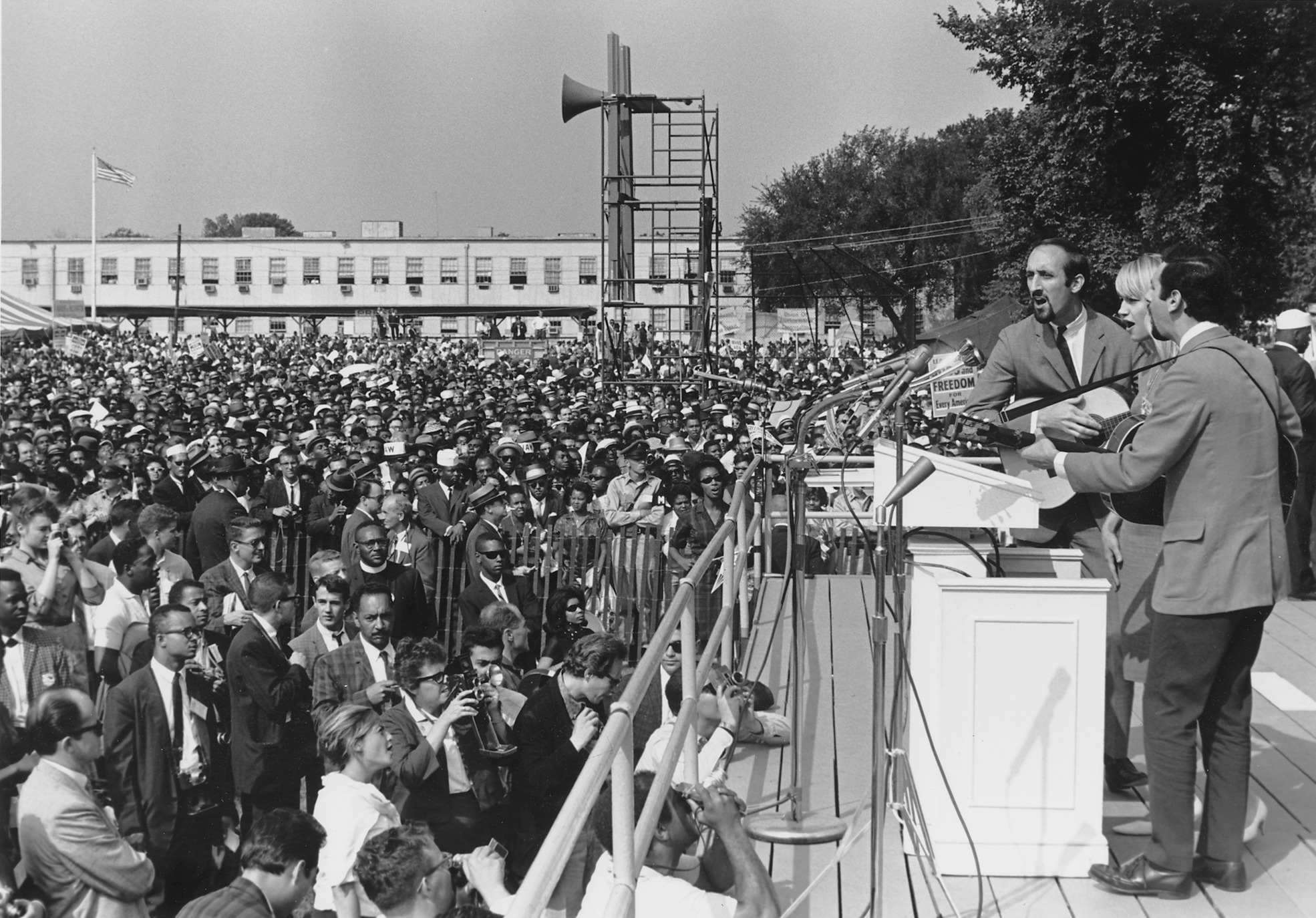
El trio va actuar a la Marxa pels Drets Civils de 1963 a Washington, DC

El grup va ser creat i gestionat per Albert Grossman, que volia obtenir un supergrup folk amb finalitats comercials. Amb aquesta finalitat va aplegar una rossa alta [Mary], un tipus divertit [Paul], i un xicot de bon veure [Peter]. Peter, Paul & Mary començà a cantar l'any 1961, debutant en el The Bitter End, un cafè de Nova York popular com a lloc de trobada de la música folk. El grup gravà el seu primer àlbum, Peter, Paul and Mary a l'any següent (incloïa 500 Milles, Lemon Tree ('El llimoner'), i els èxits de Pete Seeger If I Had a Hammer ('Si tingués un martell') i Where Have All the Flowers Gone ('Què se n'ha fet d'aquelles flors'). El disc romangué deu mesos en la llista dels deu més venuts als EUA, i més de tres anys en la llista dels cent.
En l'any 1963, PP&M ja havia gravat tres àlbums, presents de forma simultània en la llista estatunidenca dels deu més venuts. El grup encara publicaria al mateix any Puff the Magic Dragon (Puff, el drac màgic), escrita per Yarrow i Leonard Lipton el 1959, i van interpretar If I Had a Hammer davant l'auditori aplegat a la Marxa sobre Washington del 1963, coneguda pel discurs 'Tinc un somni' de Martin Luther King. Una de les peces de més èxit va ser la interpretació de la cançó Blowin' in the Wind ('Escolta-ho en el vent'), original de Bob Dylan; el grup també cantà altres peces de Dylan, com The Times They Are a-Changin ('Els Temps estan canviant'), Don't Think Twice, it's Alright i When the Ship Comes In ('El dia que el vaixell vindrà'). El 1963, van aparèixer com a convidat misteriós al programa de jocs de televisió de CBS What's My Line? en què Dorothy Kilgallen va endevinar correctament la seva identitat.
El desembre de 1969  Leaving on a Jet Plane , escrit per l'amic del grup John Denver, es va convertir en el seu únic senzill número 1 (així com el seu últim èxit pop del top 40) i el sisè senzill d'or del grup amb més de vendes. La cançó va aparèixer per primera vegada al seu àlbum certificat de platí 1700, que va vendre milions de vendes, l'any 1967 (que també contenia el seu èxit número 9  I Dig Rock and Roll Music ). Després de la forta actuació d’Eugene McCarthy a les primàries presidencials de New Hampshire de 1968, el grup va gravar Eugene McCarthy For President (If You Love Your Country) donant suport a McCarthy, que va ser llançat sense segell discogràfic.  Day Is Done, un èxit número 21 al juny de 1969 de l'àlbum del trio, guanyador del premi Grammy, Peter, Paul and Mommy, va ser l'últim èxit de Hot 100 que el trio va gravar.

### Ruptura (1970-1978)
El trio es va separar el 1970 per seguir carreres en solitari. També aquell any, Yarrow va ser condemnat per abusar sexualment d'una noia de 14 anys. Anys més tard, va rebre un indult presidencial de Jimmy Carter.
Individualment tingueren molt menys èxit que abans plegats. Tot i això, The Wedding Song (There is Love) de Stookey (escrita per al casament entre Yarrow i Marybeth McCarthy, neboda del senador Eugene McCarthy) va ser un èxit i ha esdevingut una peça típica en els casaments nord-americans des del 1971.
Durant 1971 i 1972 Warner va publicar un àlbum de debut en solitari, amb el mateix estil de portada, de cada membre del grup. Travers va fer concerts i conferències als Estats Units. També va produir, escriure i protagonitzar una sèrie de televisió de la BBC. Stookey va formar un grup de música cristiana, Body Works Band, i va escriure The Wedding Song (There Is Love) per al matrimoni de Yarrow amb Marybeth McCarthy, la neboda d’Eugene McCarthy. La britànica Petula Clark també va gravar una versió de la cançó, que l'any 1973 es va situar amb força al Regne Unit, Austràlia i altres llocs. Yarrow va coescriure i produir l'obra Torn Between Two Lovers de Mary MacGregor (núm. 1, 1977) i va guanyar un Emmy per tres especials de televisió animats basats en Puff the Magic Dragon.
En l'any 1978, el grup es reuní per protestar contra l'energia nuclear; posteriorment, PP&M gravà discos i feu gires de concerts, amb una mitjana de 25 intervencions per any.
Tot i que el grup es va dividir de fet i va fer gira per separat, encara va aconseguir reunir-se per a una sèrie de reunions abans de tornar-se a unir oficialment. El 1972, el trio es va reunir per Together for McGovern, un concert al Madison Square Garden per donar suport a la campanya presidencial de George McGovern, i de nou el 1978 per a un concert per protestar per l'energia nuclear. Aquest concert va ser seguit d'una gira de reunió d'estiu de 1978, inclosa una actuació al vespre el 3 de setembre a l'Amphitheatre Red Rocks. Un àlbum, Reunion, va ser llançat per Warner el 1978.

### Reunió (1981–2009)

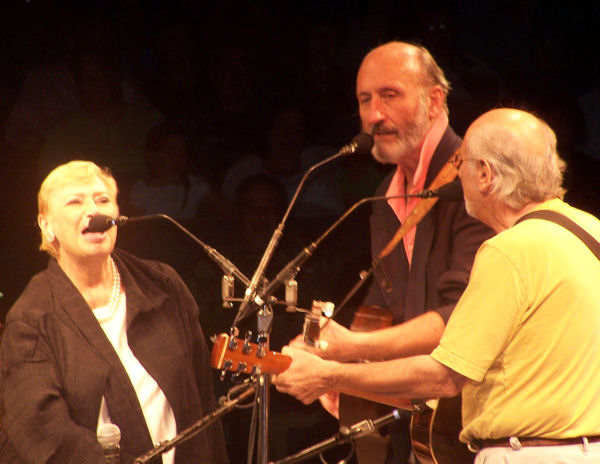
Pere, Pau i Maria el 2006

La seva gira de reunió d'estiu de 1978 va ser tan popular que el grup va decidir reunir-se més o menys permanentment el 1981. Van continuar gravant àlbums i girant, fent uns 45 espectacles a l'any, fins a la mort de Travers el 2009. Després de la seva reunió, el contrabaixista Dick Kniss (que havia estat el seu baixista en els seus enregistraments d'estudi i amb les seves gires dels anys 60) es va incorporar al grup. A partir de 1990, el multiinstrumentista Paul Prestopino també es va unir al grup.
Segons el corrent dels temps, van derivar una manera de canviar la lletra de les seves cançons, per exemple, canviant els nois en el Puff es van convertir en noies i nois. Algunes de les seves noves cançons, com Don't Go Down To The Quarry que critica una aposta dolenta, continuen amb la tradició de les cançons de protesta. El trio va rebre el premi Peace Abbey Courage of Conscience l'1 de setembre de 1990.
En l'any 1999 entrà en el Vocal Group Hall of Fame. El grup es significà políticament pel seu compromís per la pau a Centreamèrica i per donar suport, tant musicalment com personal, al moviment per la pau i la justícia social a Amèrica. El seu suport inveterat per Israel el distingí d'altres grups de música folk. PP&M va ser guardonat amb el Peace Abbey Courage of Conscience l'1 de setembre del 1990.
El 2004 diagnosticaren leucèmia a Mary Travers, que hagué de suspendre per tot l'any les gires de concerts. Rebé posteriorment un trasplantament de moll de l'os i pogué reprendre les gires al 9 de desembre del 2005, amb un concert al Carnegie Hall.
El trio va cancel·lar diverses dates de la seva gira d'estiu de 2007, ja que Travers va haver de sotmetre's a una segona cirurgia. No va poder actuar a la gira del trio a mitjans del 2009 a causa dels efectes de la leucèmia, però Yarrow i Stookey van actuar com a duo a les dates programades, anomenant l'espectacle Peter & Paul Celebrate Mary and 5 Decades of Friendship.
El 16 de setembre de 2009, Travers va morir als 72 anys per complicacions de la quimioteràpia, després d'un tractament per a la leucèmia. Aquell mateix any, Peter, Paul i Mary van ser incorporats al Hit Parade Hall of Fame.
El 7 de gener de 2025, Yarrow va morir de càncer de bufeta als 86 anys. Amb la seva mort, Stookey és l'últim membre supervivent del grup.

## Discografia

### Senzills
| Any  | Títol                                 | Llistes de més venuts als EUA      | Llistes de més venuts als EUA | Àlbum                    |
| Any  | Títol                                 | Llista dels 100 més venuts als EUA | US AC                         | Àlbum                    |
| ---- | ------------------------------------- | ---------------------------------- | ----------------------------- | ------------------------ |
| 1962 | Lemon Tree                            | 35                                 | -                             | Peter, Paul and Mary     |
| 1962 | If I Had a Hammer                     | 10                                 | -                             | Peter, Paul and Mary     |
| 1963 | Puff, the Magic Dragon                | 2                                  | 1                             | Moving                   |
| 1963 | Big Boat                              | 93                                 | -                             | Moving                   |
| 1963 | Settle Down (Goin' Down That Highway) | 56                                 | -                             | Moving                   |
| 1963 | Blowin' in the Wind                   | 2                                  | 1                             | In the Wind              |
| 1963 | Don't Think Twice, It's All Right     | 9                                  | 2                             | In the Wind              |
| 1963 | Stewball                              | 35                                 | -                             | In the Wind              |
| 1964 | Tell it on the Mountain               | 33                                 | 7                             | In the Wind              |
| 1965 | For Lovin' Me                         | 30                                 | -                             | A Song Will Rise         |
| 1965 | When The Ship Comes In                | 91                                 | -                             | A Song Will Rise         |
| 1965 | Early Mornin' Rain                    | 91                                 | -                             | See What Tomorrow Brings |
| 1966 | Cruel War                             | 52                                 | 4                             | Peter, Paul and Mary     |
| 1967 | I Dig Rock and Roll Music             | 9                                  | -                             | Album 1700               |
| 1967 | Too Much of Nothing                   | 35                                 | -                             | Late Again               |
| 1969 | Day is Done                           | 21                                 | -                             | Peter, Paul and Mommy    |
| 1969 | Leaving on a Jet Plane                | 1                                  | 1                             | Album 1700               |

### Àlbums de llarga durada
- 1962: Peter, Paul and Mary
- 1963: Moving
- 1963: In the Wind
- 1964: In Concert
- 1965: A Song Will Rise
- 1965: See What Tomorrow Brings
- 1966: The Peter, Paul and Mary Album
- 1967: Album 1700
- 1967: In Japan
- 1968: Late Again
- 1969: Peter, Paul and Mommy
- 1970: The Best of Peter, Paul and Mary: Ten Years Together
- 1978: Reunion
- 1983: Such Is Love
- 1986: No Easy Walk To Freedom
- 1988: A Holiday Celebration
- 1990: Flowers & Stones
- 1993: Peter, Paul and Mommy, Too
- 1995: Once Upon The Time
- 1995: PPM& (Lifelines)
- 1996: Lifelines Live
- 1998: Around The Campfire
- 1998: The Collection
- 1999: Songs of Conscience and Concern
- 2000: Don't Laugh at Me
- 2004: Carry It On
- 2004: In These Times
- 2005: The Very Best of Peter, Paul & Mary
- 2005: Platinum Collection
- 2006: Weave Me the Sunshine
- 2008: The Solo Recordings (1971-1972)

## Videografia
- 1986: Peter, Paul & Mary 25th Anniversary Concert
- 1988: Peter, Paul & Mary Holiday Concert
- 1993: Peter, Paul & Mommy, Too
- 1996: Peter, Paul & Mary: Lifelines Live
- 2004: Peter, Paul & Mary: Carry It On — A Musical Legacy

## Guardons
Nominacions
- 1963: Grammy al millor nou artista